# TFSE (futsal)
A TFSE-Tent Budapest egy magyar futsalklub Budapestről, amely a magyar futsalbajnokság másodosztályában szerepel.

## Történelem
A Testnevelési Egyetem futsal csapata hosszú ideje szerepelt az NB II-ben, miután megnyerte a 2020/2021-es szezont, így az NB I-be jutott.

## Csapat 2024/25

### Játékosok[1]
| #  | Ország | Név                         |
| -- | ------ | --------------------------- |
| 3  | HUN    | Rezsabek Ádám               |
| 6  | HUN    | Kovács Kristóf Koppány      |
| 7  | HUN    | Takács Gergely              |
| 8  | HUN    | Csisnier Botond Zsolt       |
| 9  | HUN    | Szabó Koppány Gábor         |
| 11 | HUN    | Petroff Norbert             |
| 12 | HUN    | Tóth Dávid                  |
| 14 | HUN    | Kovács Balázs               |
| 15 | HUN    | Tarjáni Péter Máté          |
| 16 | HUN    | Hegyi Áron                  |
| 17 | HUN    | Hunyadi Mátyás              |
| 18 | HUN    | Maár Zsombor Norbert (K)    |
| 19 | HUN    | Horváth Barnabás            |
| 21 | HUN    | Bagoly Barnabás             |
| 24 | HUN    | Nagyistván Balázs Péter (K) |
| 25 | HUN    | Fehér Dávid                 |
| 29 | HUN    | Korompay Ábel               |
| 30 | HUN    | Czeglédi Zsombor (K)        |
| 56 | HUN    | Fritz Attila                |
| 98 | HUN    | Pereszlényi Péter           |
|    | HUN    | Hegedűs Dániel              |
|    | HUN    | Rohrbeck Balázs Olivér      |
|    | HUN    | Szekér Zoltán Ákos          |
|    | HUN    | Vér Kristóf                 |

### Szakmai stáb[2]
| Kinevezés         | Ország | Név                  |
| ----------------- | ------ | -------------------- |
| Vezetőedző        | HUN    | Németh Péter         |
| Másodedző         | HUN    | Csernai Gábor László |
| Kapusedző         | HUN    | Szűcs Lajos          |
| Sportigazgató     | HUN    | Fekete Róbert        |
| Szakosztályvezető | HUN    | Sztranyovszky Márk   |
| Technikai vezető  | HUN    | Bagdi Csilla         |
| Technikai vezető  | HUN    | Gál József           |
| Technikai vezető  | HUN    | Winternitz Katalin   |

## Eredmények

### Helyezések a bajnokságban
| Szezon    | Bajnokság neve                      | Helyezés |
| --------- | ----------------------------------- | -------- |
| 2014/2015 | Férfi Futsal NB II.                 | 14.      |
| 2015/2016 | Férfi Futsal NB II. Nyugati csoport | 4.       |
| 2016/2017 | Férfi Futsal NB II. Nyugati csoport | 3.       |
| 2017/2018 | Férfi Futsal NB II. Nyugati csoport | 3.       |
| 2018/2019 | Férfi Futsal NB II. Nyugati csoport | 4.       |
| 2019/2020 | Férfi Futsal NB II. Nyugati csoport | -        |
| 2020/2021 | Férfi Futsal NB II. Nyugati csoport | 1.       |
| 2021/2022 | Férfi Futsal NB I.                  | 9.       |
| 2022/2023 | Férfi Futsal NB II. Nyugati csoport | 2.       |
| 2023/2024 | Férfi Futsal NB II. Nyugati csoport | 1.       |
| 2024/2025 | Férfi Futsal NB I.                  | 9.       |